# Adelheid af Holsten-Rendsburg
Adelheid af Holsten-Rendsburg (født cirka 1299) (død januar 1350), grevinde af Huset Schauenburg, var en datter af grev Henrik 1. af Holsten og Helvig af Bronkhorst. Hun blev i 1313 gift med hertug Erik II. af Slesvig (1288-1325) og var mor til:
- Valdemar 3.
- Helvig, der i 1340 blev gift med Valdemar Christoffersen Atterdag.

Både hendes søn og hendes svigersøn blev konger af Danmark.